# Esther Moyal
Esther Moyal o (Esther Azhari como nombre de soltera, Beirut, 1873 -  Jaffa, 1948) fue una escritora, feminista, periodista, ensayista, traductora y profesora libanesa de origen judío. Como intelectual árabe de confesión judía, fue una figura clave para los movimientos del renacimiento hebreo (Haskala) y árabe (Nahda), a pesar de su posterior caída en el olvido.

## Vida personal
Esther Azhari nació en Beirut en 1873, proveniente de una familia judía sefardí de origen sirio. Estudió lenguas en escuelas inglesas y estadounidenses y, una vez graduada, dio clases en la Misión Escocesa y en la Alianza Israelita Universal. También dirigió una escuela para niñas en el cuadro de una sociedad de beneficencia musulmana.
Esther fue muy activa en las primeras asociaciones de mujeres árabes, tales como Bakurat Suriyya (El amanecer de Siria) o Nahdat al-Sayyidat (El despertar de las mujeres). Su interés por el rol de la mujer la inquietó desde muy joven.

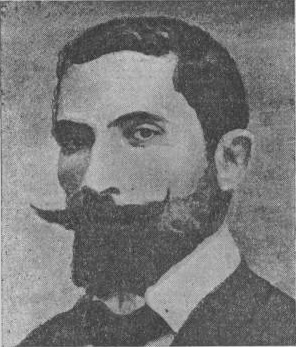
Simón Moyal, esposo de Esther y activista de la causa judía.

En 1894 contrajo matrimonio en Jaffa con Simon Moyal, un joven estudiante de medicina a quién había conocido en Beirut, y el reciente matrimonio se instaló en Estambul, donde vivieron hasta 1896. Luego, vivieron en El Cairo, donde tuvieron un hijo llamado Abdallah, en honor al nacionalista egipcio Abdallah al-Nadim.
La pareja se encontraba muy comprometida con el diálogo y la comprensión intercomunal; tal es así que Simon Moyal tradujo el Talmud al árabe.

## Contexto:NahdayHaskala
La historia de Esther Moyal se imbrica con la del último tiempo del Imperio Otomano.  Hacia finales de siglo, donde se inscriben los comienzos de la actividad de Esther, el Levante Otomano se presenta como un oasis de posibilidades para las minorías religiosas y para las mujeres. Esto se debe relacionar con la Nahda, también considerado el “despertar” cultural del mundo árabe. Este “renacimiento cultural” coincidió con una fervorosa actividad intelectual y cultural, que no necesariamente creó un movimiento unificado, sino que englobó distintos tipos de expresiones: literarias, gramaticales, de traducción, etc, pero también pensamientos políticos: liberalismo, nacionalismo, antiimperialismo, entre otros. La atmósfera en Egipto sobre todo bajo Ismail Pachá generó un contexto de especial apertura y cierta libertad intelectual que provocó que, durante los últimos años del siglo XIX, el centro intelectual y cultural de la Nahda se trasladara de Beirut a El Cairo; precisamente durante los años en los que Esther Moyal vivió en Egipto.
Por otra parte, la Haskala suele ser considerada como el momento en el que las ideas de la Ilustración comienzan a permear en la comunidad judía de Europa. Si se comparan ambos movimientos, se puede observar que la Nahda, muy ambigua territorialmente, abarcó una gran cantidad de intelectuales, tanto de lengua árabe como del mundo no islámico. Sin embargo, la Haskala reúne solo a una pequeña vanguardia intelectual de origen judío. La relación política de la Nahda con el colonialismo (tanto europea, a partir de la campaña napoleónica en Egipto y Siria  en 1798 como la relación de más larga data con el imperio Otomano) es muy estrecha: el movimiento surge precisamente como respuesta anticolonial. La Haskala, no obstante, tiene una relación más ambigua con el colonialismo, ya que es un movimiento nacido en el seno europeo, con raíces en la emergencia de la burguesía y los estados nación. 
Los puntos en común en ambos, de cualquier forma, son notables: ambos son llamados a crear un equilibrio entre “modernidad” y “autenticidad”, entendida primariamente como una cuestión religiosa, y ponen un gran énfasis en la lengua y la cuestión lingüística.
Además, ambos movimientos fueron utilizados con posterioridad por la historiografía nacionalista para marcar un punto de partida: la Nahda representaría entonces el momento formativo de la identidad árabe, mientras que la Haskala sería el punto original de la modernidad judía.
Es importante destacar que, a pesar de que los movimientos tuvieran cauces separados, existieron intelectuales judíos de origen árabe que participaron en la Nahda y en la Haskala. Aquí es donde Esther Moyal inscribe su trayectoria: en el pequeño grupo de judíos árabes que utilizaron sus escritos y sus trabajos como formas de vehiculizar la integración judía en una sociedad moderna e interconfesional. Sus trabajos, dentro de esferas multiculturales, se dirigieron sobre todo al público araboparlante y utilizaron la retórica y los temas típicos de la Nahda.
Aunque fueron una minoría, la participación de judíos árabes en la Nahda demuestra una identificación y correspondencia específica con los objetivos del movimiento, además de poner en evidencia la insistencia de crear un mundo de diálogo interreligioso y multicultural.

## Relevancia y publicaciones

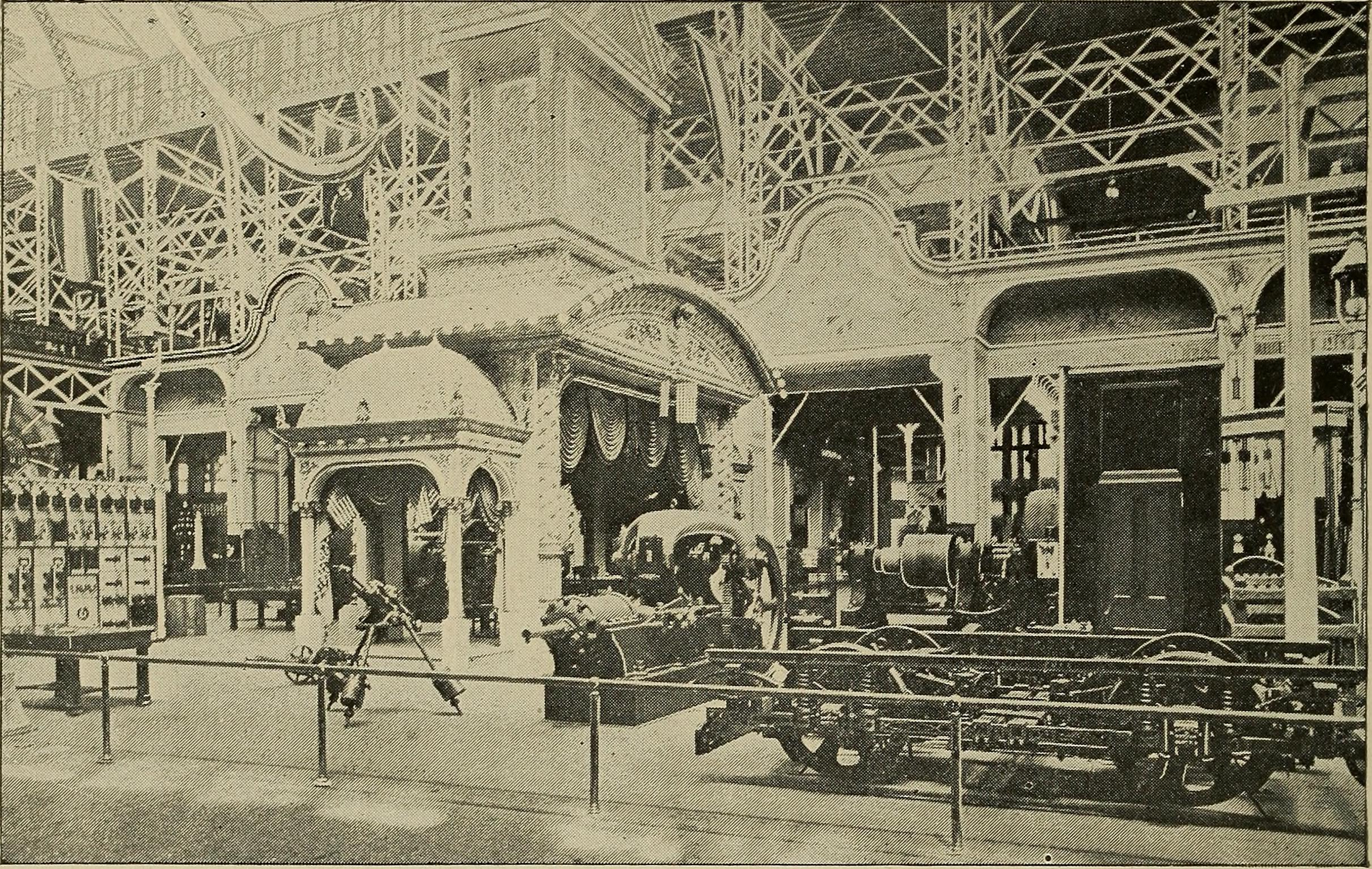
Exposición mundial colombina, celebrada en Chicago en 1893

En 1893, el editor de la revista Al-Fatat (traducido como The Young lady, La Jovencita), anuncia que Esther Moyal, una de las colaboradoras de la revista, fue nominada a la Exposición Mundial Colombina, una exposición que tuvo lugar en Chicago durante el mismo año. Esther fue convocada para representar a Siria; la exposición estaba buscando ejemplos de mujeres escritoras y ella había sido seleccionada por dicho comité.
Desde ese año y hasta 1914, Esther participó en numerosas actividades relacionadas con el movimiento de mujeres árabes, dejando su impronta en tal proceso, tanto en trabajos de periodismo como de traducción. Uno de los puntos destacables del pensamiento de Esther Moyal era el apoyo de la “tierra compartida” entre judíos, cristianos y musulmanes, todos habitantes de la tierra palestina.
Otro de sus trabajos relevantes fue una traducción de una novela corta de Alejandro Dumas, publicado en la misma revista Al-Fatat. Además de diversas publicaciones en los periódicos árabes más importantes del momento, también hizo su aportación, en 1909 en el diario palestino Ha-Tsvi, de lengua hebrea. Esther fue una de las autoras árabes más prolíficas de su tiempo, sobre todo en relación con la traducción del francés al árabe, entre los que se incluyen novelas de Émile Zola.
En 1899, con la familia Moyal ya instalada en El Cairo y muy relacionada con la gran comunidad de intelectuales sirios, Esther funda su propio periódico llamado Al-A’ila, La Familia, que circuló por todo Egipto. En su número inicial, la misma fundadora presenta este periódico bimensual como un espacio de comunicación de mujeres educadas de Egipto y Siria. Su contenido, dividido en tres partes, incluían un apartado de traducción y literatura (con aportes de artículos de oriente y traducciones de occidente), una sección sobre la familia, con consejos prácticos de crianza y llevado del hogar y, por último, un apartado de humor y entretenimiento.
Queda claro con los temas incluidos en La Familia que el interés de Esther Moyal radicaba en la literatura y la traducción, así como en el mundo femenino (el hogar, los hijos, la familia). Sumado a los tópicos recurrentes, Esther también sumó cuestiones relacionadas con la política mundial (algo muy poco frecuente en las publicaciones femeninas de la época) y, ocasionalmente, también sobre cuestiones relacionadas con la comunidad judía.
Para Esther Moyal, la cuestión relativa al progreso iba unida indudablemente a la educación de las mujeres. Como parte de una primera oleada del movimiento feminista árabe, en boga alrededor de 1880, creía imprescindible que la mujer, como cuidadora del hogar y de los hijos, estuviese debidamente instruida.

En La Familia, Esther Moyal expresa los tres axiomas del periódico de la siguiente manera:
-         La mujer es un ser moral, poseedora de libre albedrío y conciencia activa.
-         La mujer es igual al hombre y el estado de su existencia depende de la dirección de dicho hombre.

-        La mujer tiene cualidades especiales que no se encuentran en un hombre, y si el hombre es superior a ella en fuerza física y poder de voluntad, entonces ella es superior a él en la comprensión de sus sentimientos y la precisión de su punto de vista; a igualdad de condiciones para obtener educación, sería un igual al hombre en términos de gusto y moral.
En esta primera etapa feminista, los derechos de las mujeres no pasaban tanto por una reasignación de los roles de género o una igualdad de derechos políticos, cuestiones que serían propuestas más adelante, sino más bien centrados en la educación de las mujeres y la importancia de su instrucción para un mejor desenvolvimiento de sus tareas cotidianas.

### El caso Dreyfuss

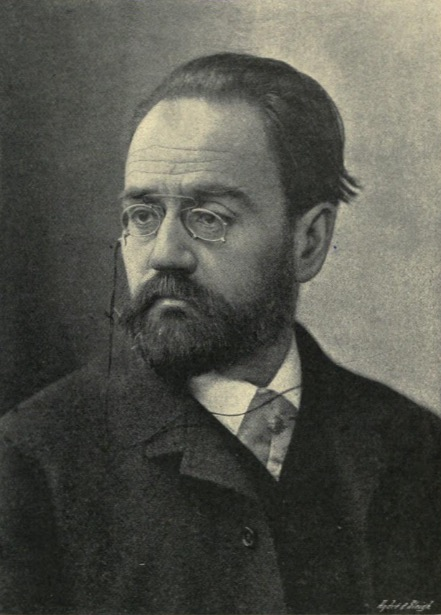
Émile Zola, escritor francés representante del naturalismo literario y férreo defensor de la causa de los judíos franceses.

Alrededor de 1908, la familia Moyal se muda a Jaffa. Allí, Esther funda una organización de mujeres y continúa con su activismo femenino y sus labores de traducción, además de ayudar a su marido Simón con la fundación y publicación del periódico Sawt al-Uthmaniyya, La Voz Otomana, de impresión bilingüe, en árabe y hebreo. Para la familia Moyal, no existía una contradicción entre la identificación con el este árabe (que podría contener el germen del panarabismo y el nacionalismo) junto con el apoyo a los asentamientos judíos en Palestina. Es posible, incluso, que hayan visto ambas expresiones como parte del mismo principio básico de autodeterminación.
Tal es así que Esther Moyal tomó partido en el llamado caso Dreyfuss en favor de Zola, un acérrimo defensor de Alfred Dreyfuss. Esther publicó una biografía en árabe de Émile Zola donde expresa irrevocablemente su apoyo al autor y que su decisión de compilar la biografía responde a la defensa de Zola y al tratamiento dado de este hecho por parte de la presa árabe. La biografía de Zola se encuadra en una lucha general en contra de los prejuicios y el antisemitismo creciente de la época, demostrando también la cercanía de Esther Moyal con el incipiente movimiento sionista.

## Últimos años
En 1915, muere su esposo Simon Moyal y su familia abandona Oriente Medio para instalarse en Marsella, donde Esther trabaja como comerciante. No se conocen detalles de su vida en Francia hasta que, en algún momento de la década del 40, seguramente ante la amenaza nazi, Esther regresa a Palestina, colaborando una vez más con labores de periodismo.
Esther Moyal muere en 1948, afectada por la amnesia, un año después de la creación del Estado de Israel. Fallecía también el mundo en el que había vivido, donde no existía una frontera estricta y controlada entre la historia árabe y la judía. Figuras como la encarnada en ella, árabe de religión judía, ya no podrían ser posibles.